# Луда Мара (Северна Македония)
Вижте пояснителната страница за други значения на Луда Мара.
Луда Мара (на македонска литературна норма: Луда Мара) е река в Северна Македония, приток на Вардар, на която е разположен град Кавадарци. Дължината ѝ е 33,5 километра.
Реката извира от високото плато Витачево и тече в северна посока. Минава през селата Бунарче, Моклищкия манастир и заличеното Моклище, Ваташа и след това навлиза в Кавадарци. След града тече през Глишик, Марена, Сопот и след Курия се влива във Вардар.
Реката има малък дебит през летните месеци. Напролет и наесен, или при обилни валежи бързо приижда и за кратко време, като „луда“ може да наводни голяма повърхност. Кавадарци често е бил наводнява от реката, откъдето идва и името ѝ.
На 5.09.1956 година над село Моклище се отронва скален рид, който зарива 12 души и 1200 овце, прегражда коритото на реката и създава Моклищкото езеро.